# Schachweltmeisterin

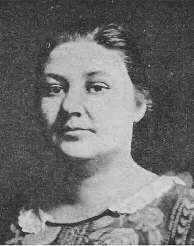
Vera Menchik, erste Schachweltmeisterin von 1927 bis zu ihrem Tod 1944

Schachweltmeisterin kann zweierlei bedeuten:
- Eine Trägerin des allgemeinen Titels Schachweltmeister – bislang hypothetisch, da bis heute alle Schachweltmeisterschaften von Männern gewonnen wurden.
- Die Gewinnerin der Schachweltmeisterschaft der Frauen (bzw. der Weltmeisterschaft im Blitzschach oder Weltmeisterschaft im Schnellschach).

Der Weg zur Schachweltmeisterschaft steht gleichberechtigt beiden Geschlechtern offen, und es nehmen auch Frauen teil. Die Weltspitze im Schach wird jedoch klar von Männern dominiert. Am nächsten am Titel war Judit Polgár, die bei der Schachweltmeisterschaft 2007 unter die letzten sechzehn kam und bei den FIDE-Weltmeisterschaften 1999 und 2005 unter die letzten acht.
Um das Frauenschach zu fördern, wurde schon 1927 zusätzlich eine Weltmeisterschaft ausschließlich für Frauen eingeführt (Siegerin: Vera Menchik). Die langjährige Weltranglistenerste unter den Frauen, Judit Polgár, lehnte dies jedoch ab und nahm nur an den geschlechteroffenen Turnieren teil. Auch ihre ältere Schwester Zsuzsa Polgár, die in den späten 1980er-Jahren die Nr. 1 der Frauen war, lehnte vor 1993 eine Teilnahme an den Wettkämpfen zur Frauen-WM ab.